# Vega del Guadalquivir
Vega del Guadalquivir è una comarca della Spagna, situata nella provincia di Siviglia, in Andalusia.